# Shammar Yuhar'ish
Shammar Yuhar'ish war ein König der Himyaren, der von etwa 300 – 340 n. Chr. regierte.
Shammar Yuhar'ish ist aus diversen Quellen bekannt. Er eroberte Hadramaut und nannte sich König von Saba, Dhu-Raydan, Hadramaut und Yamanat. Süd-Arabien war damit zum ersten Mal ein vereinigter Staat.
Shammar Yuhar'ish sandte eine Delegation zu den arabischen Stamm der al-Azd und Tanukh und an den sassanidischen Hof in Ktesiphon, was zu einem Austausch von Botschaftern führte. Etwa zur gleichen Zeit sandte der römische Kaiser Constantius II. den Missionar Theophilus der fragte, ob im Herrschaftsgebiet der Himjariten Kirchen für römische Indienhändler gebaut werden können.
Shammar Yuhar'ish ist von verschiedenen Inschriften bekannt, die unter anderem von dem Bau eines Palastes und der Regulierung bestimmter Handelsbestimmungen berichten.